# ۱۱۸۶ (قمری)
۱۱۸۶ (قمری)، هزار و صد و هشتاد و ششمین سال در گاهشماری هجری قمری است. اول محرم این سال برابر با چهارم آوریل سال ۱۷۷۲ میلادی است.

## وابسته
- دارالشفا دلویی